# USL League One 2021
Navigation
Édition précédente Édition suivante
La USL League One 2021 est la troisième saison de la USL League One, le championnat professionnel de soccer d'Amérique du Nord de troisième division. Elle est composée de douze équipes, onze américaines et une basée au Canada.
Comme en 2020, la saison est perturbée par la pandémie de Covid-19 qui contraint à des ajustements concernant la capacité d'accueil des stades mais le déroulement est conforme au calendrier publié en mars.
En 2021, la USL League One retrouve le Toronto FC II qui avait mis en pause ses activités en 2020 en raison des difficultés frontalières entre les États-Unis et le Canada. Le North Carolina FC, franchise évoluant en deuxième division depuis 2007, rejoint la League One dans le cadre d'une décision stratégique afin de concentrer ses activités sur la formation. Ainsi, pour cette troisième édition, la ligue compte douze équipes au lancement de la saison.
Le Triumph de Greenville, tenant du titre, atteint la finale pour la troisième fois consécutive et participe à une finale identique à celle de l'édition annulée de 2020. Ainsi, le Triumph fait face au Union d'Omaha au Werner Park de Papillion au Nebraska. Omaha l'emporte 3-0 et s'offre son premier titre en USL League One qui couronne un troisième champion en autant de saison.

## Les douze équipes participantes

### Carte
| \| Chattanooga Fort Lauderdale Madison Greenville New England North Carolina North Texas Richmond Tormenta Toronto Tucson Omaha \| Localisation des clubs de la USL League One en 2021. |
| Chattanooga Fort Lauderdale Madison Greenville New England North Carolina North Texas Richmond Tormenta Toronto Tucson Omaha                                                            |

### Entraîneurs et stades
| Équipe                                  | Ville           | Stade                                   | Capacité | Entraîneur      | Franchise affiliée ou partenaire     |
| --------------------------------------- | --------------- | --------------------------------------- | -------- | --------------- | ------------------------------------ |
| Red Wolves de Chattanooga               | Chattanooga     | CHI Memorial Stadium                    | 5 000    | Jimmy Obleda    |                                      |
| Fort Lauderdale CF                      | Fort Lauderdale | Drive Pink Stadium                      | 19 000   | Darren Powell   | Inter Miami CF                       |
| Forward Madison FC                      | Madison         | Breese Stevens Field                    | 5 000    | Carl Craig      | Fire de Chicago                      |
| Triumph de Greenville                   | Greenville      | Legacy Early College Field              | 4 000    | John Harkes     |                                      |
| Revolution II de la Nouvelle-Angleterre | Foxborough      | Gillette Stadium                        | 20 000   | Clint Peay      | Revolution de la Nouvelle-Angleterre |
| North Carolina FC                       | Cary            | Sahlen’s Stadium at WakeMed Soccer Park | 10 000   | John Bradford   |                                      |
| North Texas SC                          | Arlington       | Choctaw Stadium                         | 48 114   | Eric Quill      | FC Dallas                            |
| Kickers de Richmond                     | Richmond        | City Stadium                            | 22 611   | Darren Sawatzky |                                      |
| Tormenta de South Georgia               | Statesboro      | Eagle Field                             | 3 500    | Ian Cameron     |                                      |
| Toronto FC II                           | Toronto         | BMO Training Ground                     | 5 400    | Mike Muñoz      | Toronto FC                           |
| FC Tucson                               | Tucson          | Kino Veterans Memorial Stadium          | 3 500    | Jon Pearlman    |                                      |
| Union d'Omaha                           | Papillion       | Werner Park                             | 9 023    | Jay Mims        |                                      |

- Partenariat
- Équipe réserve

### Changements d'entraîneurs
Le tableau suivant liste les changements d'entraîneurs ayant eu cours durant la saison 2021 de USL League One.
| Équipe    | Entraîneur sortant | Motif                  | Date de départ | Entraîneur entrant | Date d'arrivée |
| --------- | ------------------ | ---------------------- | -------------- | ------------------ | -------------- |
| FC Tucson | Josh Galas         | Séparation à l'amiable | 29 juin 2021   | Jon Pearlman       | 29 juin 2021   |

## Format de la compétition
Les douze équipes participantes disputent vingt-huit rencontres, affrontant six équipes à trois reprises et les cinq autres deux fois en format aller-retour. Les deux meilleures formations à l'issue de la saison régulière sont alors qualifiées pour les demi-finales des séries éliminatoires tandis que les équipes classées entre la troisième et la sixième place entrent dès les quarts de finale.
En cas d'égalité, les critères suivants départagent les équipes :
1. Nombre de victoires
2. Différence de buts générale
3. Nombre de buts marqués
4. Points obtenus contre les quatre meilleures équipes
5. Classement du fair-play
6. Tirage à la pièce

## Saison régulière

### Classement
| Rang | Équipe                                  | Pts | J  | G  | N  | P  | Bp | Bc | Diff |
| ---- | --------------------------------------- | --- | -- | -- | -- | -- | -- | -- | ---- |
| 1    | Union d'Omaha                           | 51  | 28 | 14 | 9  | 5  | 44 | 22 | +22  |
| 2    | Triumph de Greenville T                 | 45  | 28 | 12 | 9  | 7  | 36 | 29 | +7   |
| 3    | Red Wolves de Chattanooga               | 44  | 28 | 11 | 11 | 6  | 37 | 29 | +8   |
| 4    | FC Tucson                               | 40  | 28 | 11 | 7  | 10 | 44 | 42 | +2   |
| 5    | Kickers de Richmond                     | 40  | 28 | 11 | 7  | 10 | 35 | 36 | -1   |
| 6    | North Texas SC                          | 40  | 28 | 10 | 10 | 8  | 40 | 32 | +8   |
| 7    | Toronto FC II                           | 38  | 28 | 10 | 8  | 10 | 34 | 32 | +2   |
| 8    | Revolution II de la Nouvelle-Angleterre | 37  | 28 | 11 | 4  | 13 | 33 | 39 | -6   |
| 9    | Forward Madison FC                      | 36  | 28 | 8  | 12 | 8  | 32 | 34 | -2   |
| 10   | Fort Lauderdale CF                      | 31  | 28 | 8  | 7  | 13 | 40 | 49 | -9   |
| 11   | Tormenta de South Georgia               | 30  | 28 | 8  | 6  | 14 | 36 | 47 | -11  |
| 12   | North Carolina FC                       | 25  | 28 | 7  | 4  | 17 | 30 | 50 | -20  |

- Franchise qualifiée pour les séries éliminatoires

T : Tenant du titre

### Résultats
| Red Wolves de Chattanooga (CHT)               | NTX | NEW | FTL | RIC | TRM | TUC | NCA | GVL | OMA | TUC | TRM | NTX | GVL | MAD | NCA | NTX | OMA | TOR | FTL | NTX | GVL | NCA | NEW | RIC | NCA | TOR | GVL | MAD |
| Red Wolves de Chattanooga (CHT)               | 1–0 | 2–2 | 2–1 | 2–1 | 0–1 | 3–2 | 3–2 | 1–1 | 1–1 | 2–2 | 2–1 | 1–1 | 1–1 | 1–1 | 4–1 | 1–1 | 1–0 | 0–0 | 0–0 | 1–0 | 0–1 | 3–1 | 0–1 | 0–1 | 3–2 | 1–2 | 0–0 | 1–2 |
| Fort Lauderdale CF (FTL)                      | NEW | TRM | NTX | RIC | OMA | TUC | CHT | NEW | MAD | NCA | TOR | TOR | TOR | TUC | RIC | MAD | NCA | GVL | TUC | TRM | CHT | TUC | TRM | GVL | OMA | TRM | NTX | TOR |
| Fort Lauderdale CF (FTL)                      | 0–1 | 1–0 | 2–4 | 2–1 | 0–2 | 5–1 | 1–2 | 0–1 | 2–2 | 2–1 | 2–2 | 1–2 | 2–1 | 1–2 | 1–1 | 1–1 | 2–3 | 2–0 | 0–4 | 4–2 | 0–0 | 0–3 | 2–2 | 0–1 | 1–4 | 4–4 | 0–1 | 2–1 |
| Forward Madison FC (MAD)                      | TUC | NCA | OMA | TRM | FTL | OMA | RIC | NEW | GVL | NEW | NTX | OMA | FTL | CHT | TRM | TOR | NTX | NCA | RIC | TOR | GVL | NEW | RIC | NEW | RIC | OMA | TUC | CHT |
| Forward Madison FC (MAD)                      | 1–1 | 1–0 | 1–0 | 3–1 | 2–2 | 1–2 | 0–0 | 0–2 | 2–2 | 1–0 | 1–4 | 1–1 | 1–1 | 1–1 | 2–1 | 2–2 | 1–1 | 0–1 | 1–0 | 1–1 | 1–1 | 0–1 | 0–1 | 0–1 | 2–3 | 2–1 | 2–2 | 2–1 |
| Triumph de Greenville (GVL)                   | RIC | NTX | NCA | OMA | TRM | NTX | NCA | TRM | MAD | CHT | NEW | NCA | TRM | CHT | TOR | TRM | FTL | RIC | TUC | TOR | CHT | TUC | MAD | FTL | OMA | NEW | CHT | NCA |
| Triumph de Greenville (GVL)                   | 1–0 | 4–0 | 2–1 | 1–1 | 1–0 | 0–3 | 2–1 | 1–3 | 2–2 | 1–1 | 3–0 | 0–0 | 2–3 | 1–1 | 0–0 | 1–3 | 0–2 | 0–2 | 1–2 | 3–0 | 1–0 | 3–3 | 1–1 | 1–0 | 1–0 | 1–0 | 0–0 | 2–0 |
| Revolution II de la Nouvelle-Angleterre (NEW) | FTL | RIC | OMA | CHT | FTL | RIC | OMA | MAD | NTX | MAD | GVL | TOR | TUC | TOR | NCA | RIC | TRM | TUC | TRM | NCA | RIC | CHT | MAD | TOR | MAD | GVL | NTX | TOR |
| Revolution II de la Nouvelle-Angleterre (NEW) | 1–0 | 0–3 | 0–1 | 2–2 | 1–0 | 2–3 | 2–4 | 2–0 | 3–0 | 0–1 | 0–3 | 1–0 | 2–4 | 1–0 | 3–0 | 2–2 | 1–1 | 1–2 | 1–1 | 1–4 | 3–1 | 1–0 | 1–0 | 0–1 | 1–0 | 0–1 | 1–4 | 0–1 |
| North Carolina FC (NCA)                       | GVL | MAD | RIC | TUC | FTL | GVL | CHT | RIC | TOR | TRM | TOR | RIC | FTL | NEW | CHT | NTX | MAD | RIC | OMA | NEW | CHT | NTX | TOR | CHT | TUC | OMA | TRM | GVL |
| North Carolina FC (NCA)                       | 1–2 | 0–1 | 0–0 | 1–2 | 1–2 | 1–2 | 2–3 | 2–1 | 0–0 | 0–0 | 2–4 | 4–0 | 3–2 | 0–3 | 1–4 | 0–4 | 1–0 | 0–0 | 0–3 | 4–1 | 1–3 | 0–1 | 0–3 | 2–3 | 2–0 | 1–4 | 1–0 | 0–2 |
| North Texas SC (NTX)                          | FTL | GVL | CHT | TRM | TOR | TOR | GVL | TUC | NEW | RIC | MAD | CHT | OMA | TUC | NCA | CHT | MAD | OMA | TUC | CHT | TRM | OMA | NCA | TUC | RIC | FTL | NEW | OMA |
| North Texas SC (NTX)                          | 4–2 | 0–4 | 0–1 | 2–1 | 1–2 | 1–1 | 3–0 | 0–0 | 0–3 | 2–3 | 4–1 | 1–1 | 1–1 | 2–0 | 4–0 | 1–1 | 1–1 | 0–0 | 1–1 | 0–1 | 0–2 | 2–2 | 1–0 | 2–0 | 1–2 | 1–0 | 4–1 | 1–1 |
| Kickers de Richmond (RIC)                     | NEW | GVL | FTL | TRM | NCA | CHT | NEW | MAD | OMA | NCA | NTX | FTL | NCA | TRM | TUC | TOR | NEW | GVL | NCA | MAD | NEW | TOR | CHT | MAD | NTX | MAD | OMA | TUC |
| Kickers de Richmond (RIC)                     | 3–0 | 0–1 | 1–2 | 2–0 | 0–0 | 1–2 | 3–2 | 0–0 | 1–1 | 1–2 | 3–2 | 1–1 | 0–4 | 2–2 | 1–0 | 1–2 | 2–2 | 2–0 | 0–0 | 0–1 | 1–3 | 1–0 | 1–0 | 1–0 | 2–1 | 3–2 | 0–2 | 2–4 |
| Tormenta de South Georgia (TRM)               | FTL | OMA | TUC | RIC | NTX | GVL | MAD | CHT | TOR | TOR | GVL | TOR | TOR | NCA | CHT | GVL | RIC | GVL | MAD | NEW | FTL | NEW | NTX | FTL | OMA | FTL | TUC | NCA |
| Tormenta de South Georgia (TRM)               | 0–1 | 0–2 | 3–1 | 0–2 | 1–2 | 0–1 | 1–3 | 1–0 | 1–0 | 1–0 | 3–1 | 1–3 | 1–2 | 0–0 | 1–2 | 3–2 | 2–2 | 3–1 | 1–2 | 1–1 | 2–4 | 1–1 | 2–0 | 2–2 | 0–4 | 4–4 | 1–3 | 0–1 |
| Toronto FC II (TOR)                           | NTX | TUC | NTX | OMA | TUC | TRM | TRM | FTL | FTL | TRM | FTL | TRM | NEW | NCA | NEW | GVL | RIC | MAD | CHT | GVL | OMA | MAD | RIC | NCA | NEW | CHT | FTL | NEW |
| Toronto FC II (TOR)                           | 2–1 | 1–2 | 1–1 | 1–1 | 1–1 | 0–1 | 0–1 | 2–2 | 2–1 | 3–1 | 1–2 | 2–1 | 0–1 | 4–2 | 0–1 | 0–0 | 2–1 | 2–2 | 0–0 | 0–3 | 1–2 | 1–1 | 0–1 | 3–0 | 1–0 | 2–1 | 1–2 | 1–0 |
| FC Tucson (TUC)                               | TRM | MAD | FTL | TOR | NCA | TOR | CHT | NTX | OMA | FTL | CHT | NEW | OMA | RIC | NTX | OMA | FTL | GVL | NEW | NTX | FTL | GVL | OMA | NTX | NCA | TRM | MAD | RIC |
| FC Tucson (TUC)                               | 1–3 | 1–1 | 1–5 | 2–1 | 2–1 | 1–1 | 2–3 | 0–0 | 0–1 | 2–1 | 2–2 | 4–2 | 1–2 | 0–1 | 0–2 | 0–1 | 4–0 | 2–1 | 2–1 | 1–1 | 3–0 | 3–3 | 1–0 | 0–2 | 0–2 | 3–1 | 2–2 | 4–2 |
| Union d'Omaha (OMA)                           | TRM | FTL | NEW | GVL | MAD | TOR | MAD | NEW | RIC | TUC | CHT | MAD | TUC | NTX | TUC | CHT | NTX | NCA | TOR | NTX | TUC | TRM | FTL | GVL | NCA | MAD | RIC | NTX |
| Union d'Omaha (OMA)                           | 2–0 | 2–0 | 1–0 | 1–1 | 0–1 | 1–1 | 2–1 | 4–2 | 1–1 | 1–0 | 1–1 | 1–1 | 2–1 | 1–1 | 1–0 | 0–1 | 0–0 | 3–0 | 2–1 | 2–2 | 0–1 | 4–0 | 4–1 | 0–1 | 4–1 | 1–2 | 2–0 | 1–1 |

## Séries éliminatoires

### Règlement
Les deux meilleures formations à l'issue de la saison régulière sont qualifiées pour les demi-finales des séries éliminatoires tandis que les équipes classées entre la troisième et la sixième place entrent dès les quarts de finale. À chaque tour, c'est l'équipe la mieux classée qui accueille la rencontre.

### Tableau
|  | Quarts de finale                  | Quarts de finale                  | Quarts de finale            | Quarts de finale            |                        |                 | Demi-finales           | Demi-finales           | Demi-finales           | Demi-finales           |  |  | USL League One 2021    | USL League One 2021    | USL League One 2021    | USL League One 2021    |
|  |                                   |                                   |                             |                             |                        |                 |                        |                        |                        |                        |  |  |                        |                        |                        |                        |
|  |                                   |                                   |                             |                             |                        |                 | 13 novembre, Papillion | 13 novembre, Papillion | 13 novembre, Papillion | 13 novembre, Papillion |  |  | 20 novembre, Papillion | 20 novembre, Papillion | 20 novembre, Papillion | 20 novembre, Papillion |
|  |                                   |                                   |                             |                             |                        |                 | 13 novembre, Papillion | 13 novembre, Papillion | 13 novembre, Papillion | 13 novembre, Papillion |  |  | 20 novembre, Papillion | 20 novembre, Papillion | 20 novembre, Papillion | 20 novembre, Papillion |
|  |                                   |                                   |                             |                             |                        |                 | 13 novembre, Papillion | 13 novembre, Papillion | 13 novembre, Papillion | 13 novembre, Papillion |  |  | 20 novembre, Papillion | 20 novembre, Papillion | 20 novembre, Papillion | 20 novembre, Papillion |
|  |                                   |                                   |                             |                             |                        |                 | 13 novembre, Papillion | 13 novembre, Papillion | 13 novembre, Papillion | 13 novembre, Papillion |  |  | 20 novembre, Papillion | 20 novembre, Papillion | 20 novembre, Papillion | 20 novembre, Papillion |
|  |                                   |                                   |                             |                             |                        |                 | 13 novembre, Papillion | 13 novembre, Papillion | 13 novembre, Papillion | 13 novembre, Papillion |  |  | 20 novembre, Papillion | 20 novembre, Papillion | 20 novembre, Papillion | 20 novembre, Papillion |
|  | 1 Union d'Omaha                   | 1 Union d'Omaha                   | 6                           | 6                           |                        |                 |                        |                        |                        |                        |  |  | 20 novembre, Papillion | 20 novembre, Papillion | 20 novembre, Papillion | 20 novembre, Papillion |
|  | 1 Union d'Omaha                   | 1 Union d'Omaha                   | 6                           | 6                           | 6 novembre, Tucson     |                 |                        |                        |                        |                        |  |  | 20 novembre, Papillion | 20 novembre, Papillion | 20 novembre, Papillion | 20 novembre, Papillion |
|  |                                   |                                   | 4 FC Tucson                 | 4 FC Tucson                 | 1                      | 1               |                        |                        |                        |                        |  |  | 20 novembre, Papillion | 20 novembre, Papillion | 20 novembre, Papillion | 20 novembre, Papillion |
|  | 4 FC Tucson                       | 4 FC Tucson                       | 4 FC Tucson                 | 4 FC Tucson                 | 1                      | 1               | 1                      | 1                      |                        |                        |  |  | 20 novembre, Papillion | 20 novembre, Papillion | 20 novembre, Papillion | 20 novembre, Papillion |
|  | 4 FC Tucson                       | 4 FC Tucson                       | 13 novembre, Greenville     |                             |                        |                 | 1                      | 1                      |                        |                        |  |  | 20 novembre, Papillion | 20 novembre, Papillion | 20 novembre, Papillion | 20 novembre, Papillion |
|  | 5 Kickers de Richmond             | 5 Kickers de Richmond             | 0                           | 0                           |                        |                 |                        |                        |                        |                        |  |  | 20 novembre, Papillion | 20 novembre, Papillion | 20 novembre, Papillion | 20 novembre, Papillion |
|  | 5 Kickers de Richmond             | 5 Kickers de Richmond             | 0                           | 0                           | 1 Union d'Omaha        | 1 Union d'Omaha | 3                      | 3                      |                        |                        |  |  |                        |                        |                        |                        |
|  |                                   |                                   |                             |                             | 1 Union d'Omaha        | 1 Union d'Omaha | 3                      | 3                      |                        |                        |  |  |                        |                        |                        |                        |
|  |                                   |                                   | 2 Triumph de Greenville     | 2 Triumph de Greenville     | 0                      | 0               |                        |                        |                        |                        |  |  |                        |                        |                        |                        |
|  |                                   |                                   |                             |                             | 0                      | 0               |                        |                        |                        |                        |  |  |                        |                        |                        |                        |
|  |                                   |                                   |                             |                             |                        |                 |                        |                        |                        |                        |  |  |                        |                        |                        |                        |
|  |                                   |                                   |                             |                             |                        |                 |                        |                        |                        |                        |  |  |                        |                        |                        |                        |
|  | 2 Triumph de Greenville a. p.     | 2 Triumph de Greenville a. p.     | 2                           | 2                           |                        |                 |                        |                        |                        |                        |  |  |                        |                        |                        |                        |
|  | 2 Triumph de Greenville a. p.     | 2 Triumph de Greenville a. p.     | 2                           | 2                           | 6 novembre, East Ridge |                 |                        |                        |                        |                        |  |  |                        |                        |                        |                        |
|  |                                   |                                   | 3 Red Wolves de Chattanooga | 3 Red Wolves de Chattanooga | 0                      | 0               |                        |                        |                        |                        |  |  |                        |                        |                        |                        |
|  | 3 Red Wolves de Chattanooga a. p. | 3 Red Wolves de Chattanooga a. p. | 3 Red Wolves de Chattanooga | 3 Red Wolves de Chattanooga | 0                      | 0               | 2                      | 2                      |                        |                        |  |  |                        |                        |                        |                        |
|  | 3 Red Wolves de Chattanooga a. p. | 3 Red Wolves de Chattanooga a. p. |                             |                             |                        |                 |                        | 2                      |                        |                        |  |  |                        |                        |                        |                        |
|  | 6 North Texas SC                  | 6 North Texas SC                  | 1                           | 1                           |                        |                 |                        |                        |                        |                        |  |  |                        |                        |                        |                        |
|  | 6 North Texas SC                  | 6 North Texas SC                  | 1                           | 1                           |                        |                 |                        |                        |                        |                        |  |  |                        |                        |                        |                        |
|  |                                   |                                   |                             |                             |                        |                 |                        |                        |                        |                        |  |  |                        |                        |                        |                        |

### Résultats

#### Quarts de finale
| 6 novembre 2021 | Red Wolves de Chattanooga        | 2 - 1 a. p.           | North Texas SC |                                                                                     |                                                                                     |
|                 | Benton 7e (csc) · Galindrez 113e | (1 - 0, 1 - 1, 1 - 1) | 67e Kamungo    | CHI Memorial Stadium, East Ridge Spectateurs : 2 017 Arbitrage : Joshua Encarnación | CHI Memorial Stadium, East Ridge Spectateurs : 2 017 Arbitrage : Joshua Encarnación |
|                 | Rapport                          |                       |                | CHI Memorial Stadium, East Ridge Spectateurs : 2 017 Arbitrage : Joshua Encarnación | CHI Memorial Stadium, East Ridge Spectateurs : 2 017 Arbitrage : Joshua Encarnación |

| 6 novembre 2021 | FC Tucson | 1 - 0   | Kickers de Richmond |                                                                                      |                                                                                      |
|                 | Corfe 87e | (0 - 0) |                     | Kino Veterans Memorial Stadium, Tucson Spectateurs : 1 793 Arbitrage : Jeremy Scheer | Kino Veterans Memorial Stadium, Tucson Spectateurs : 1 793 Arbitrage : Jeremy Scheer |
|                 | Rapport   |         |                     | Kino Veterans Memorial Stadium, Tucson Spectateurs : 1 793 Arbitrage : Jeremy Scheer | Kino Veterans Memorial Stadium, Tucson Spectateurs : 1 793 Arbitrage : Jeremy Scheer |

#### Demi-finales
| 13 novembre 2021 | Union d'Omaha                                                        | 6 - 1   | FC Tucson  |                                                                        |                                                                        |
|                  | Conway 3e 31e · Viader 49e · Boyce 54e · Panchot 70e · Alihodžić 83e | (2 - 0) | 63e Dennis | Werner Park, Papillion Spectateurs : 3 607 Arbitrage : Michael Radchuk | Werner Park, Papillion Spectateurs : 3 607 Arbitrage : Michael Radchuk |
|                  | Rapport                                                              |         |            | Werner Park, Papillion Spectateurs : 3 607 Arbitrage : Michael Radchuk | Werner Park, Papillion Spectateurs : 3 607 Arbitrage : Michael Radchuk |

| 13 novembre 2021 | Triumph de Greenville   | 2 - 0 a. p.           | Red Wolves de Chattanooga |                                                                                        |                                                                                        |
|                  | Ibarra 97e · Lomis 111e | (0 - 0, 0 - 0, 1 - 0) |                           | Legacy Early College Field, Greenville Spectateurs : 2 851 Arbitrage : Adam Kilpatrick | Legacy Early College Field, Greenville Spectateurs : 2 851 Arbitrage : Adam Kilpatrick |
|                  | Rapport                 |                       |                           | Legacy Early College Field, Greenville Spectateurs : 2 851 Arbitrage : Adam Kilpatrick | Legacy Early College Field, Greenville Spectateurs : 2 851 Arbitrage : Adam Kilpatrick |

#### Finale
| 20 novembre 2021 | Union d'Omaha                        | 3 - 0   | Triumph de Greenville | Werner Park, Papillion                         |                                                |
|                  | Conway 7e · Hurst 43e · Otieno 90+2e | (2 - 0) |                       | Spectateurs : 5 221 Arbitrage : Kevin Broadley | Spectateurs : 5 221 Arbitrage : Kevin Broadley |
|                  | Rapport                              |         |                       | Spectateurs : 5 221 Arbitrage : Kevin Broadley | Spectateurs : 5 221 Arbitrage : Kevin Broadley |

## Statistiques individuelles
| Rang | Joueur             | Équipe                    | Buts |
| ---- | ------------------ | ------------------------- | ---- |
| 1    | Emiliano Terzaghi  | Kickers de Richmond       | 18   |
| 2    | Marios Lomis       | Triumph de Greenville     | 14   |
| 3    | Greg Hurst         | Union d'Omaha             | 13   |
| 4    | Shaan Hundal       | Fort Lauderdale CF        | 11   |
| 4    | Marco Micaletto    | Tormenta de South Georgia | 11   |
| 6    | Evan Conway        | Union d'Omaha             | 10   |
| 6    | Juan Galindrez     | Red Wolves de Chattanooga | 10   |
| 8    | Azaad Liadi        | Tormenta de South Georgia | 9    |
| 8    | Charlie Dennis     | FC Tucson                 | 9    |
| 10   | Shak Adams         | FC Tucson                 | 8    |
| 10   | Mitchell Curry     | Fort Lauderdale CF        | 8    |
| 10   | Garrett McLaughlin | Toronto FC II             | 8    |

| Rang | Joueur           | Équipe                                  | Passes |
| ---- | ---------------- | --------------------------------------- | ------ |
| 1    | Ricky Ruiz       | Red Wolves de Chattanooga               | 10     |
| 2    | Devin Boyce      | Union d'Omaha                           | 8      |
| 2    | Charlie Dennis   | FC Tucson                               | 8      |
| 4    | George Acosta    | Fort Lauderdale CF                      | 7      |
| 5    | Conor Doyle      | Union d'Omaha                           | 6      |
| 5    | Kobe Franklin    | Toronto FC II                           | 6      |
| 5    | Luca Mayr-Fälten | Tormenta de South Georgia               | 6      |
| 5    | Jake Rozhansky   | Revolution II de la Nouvelle-Angleterre | 6      |
| 9    | Mitchell Curry   | Fort Lauderdale CF                      | 5      |
| 9    | Kalil ElMedkhar  | North Texas SC                          | 5      |
| 9    | Jay Tee Kamara   | North Carolina FC                       | 5      |
| 9    | Azaad Liadi      | Tormenta de South Georgia               | 5      |
| 9    | Damià Viader     | Union d'Omaha                           | 5      |

## Récompenses individuelles

### Récompenses annuelles
| Trophée               | Joueur            | Équipe                                  |
| --------------------- | ----------------- | --------------------------------------- |
| Meilleur joueur       | Emiliano Terzaghi | Kickers de Richmond                     |
| Meilleur buteur       | Emiliano Terzaghi | Kickers de Richmond                     |
| Meilleur passeur      | Ricky Ruiz        | Red Wolves de Chattanooga               |
| Meilleur gardien      | Akira Fitzgerald  | Kickers de Richmond                     |
| Meilleur entraîneur   | Jay Mims          | Union d'Omaha                           |
| Meilleur défenseur    | Damià Viader      | Union d'Omaha                           |
| Meilleur jeune joueur | Noah Allen        | Fort Lauderdale CF                      |
| But de l'année        | Devin Boyce       | Union d'Omaha                           |
| Arrêt de l'année      | Joe Rice          | Revolution II de la Nouvelle-Angleterre |

### Onze-types de l'année
| Saison          | Gardien de but              | Défenseurs                                                                                                  | Milieux de terrain                                                              | Attaquants                                                                   |
| --------------- | --------------------------- | --- | ------------------------------------------------------------------------------- | ---------------------------------------------------------------------------- |
| Première équipe | Akira Fitzgerald (Richmond) | Kobe Franklin (Toronto) Jason Ramos (Chattanooga) Ryan Spaulding (Nouvelle-Angleterre) Damià Viader (Omaha) | Marco Micaletto (South Georgia) Aaron Molloy (Madison) Ricky Ruiz (Chattanooga) | Greg Hurst (Omaha) Marios Lomis (Greenville) Emiliano Terzaghi (Richmond)    |
| Deuxième équipe | Rashid Nuhu (Omaha)         | Noah Franke (Tucson) Brandon Fricke (Greenville) Abdi Mohamed (Greenville) Connor Tobin (Madison)           | Devin Boyce (Omaha) Charlie Dennis (FC Tucson) Aaron Walker (Greenville)        | Evan Conway (Omaha) Shaan Hundal (Fort Lauderdale) Gibran Rayo (North Texas) |